# Torreón de tramoya

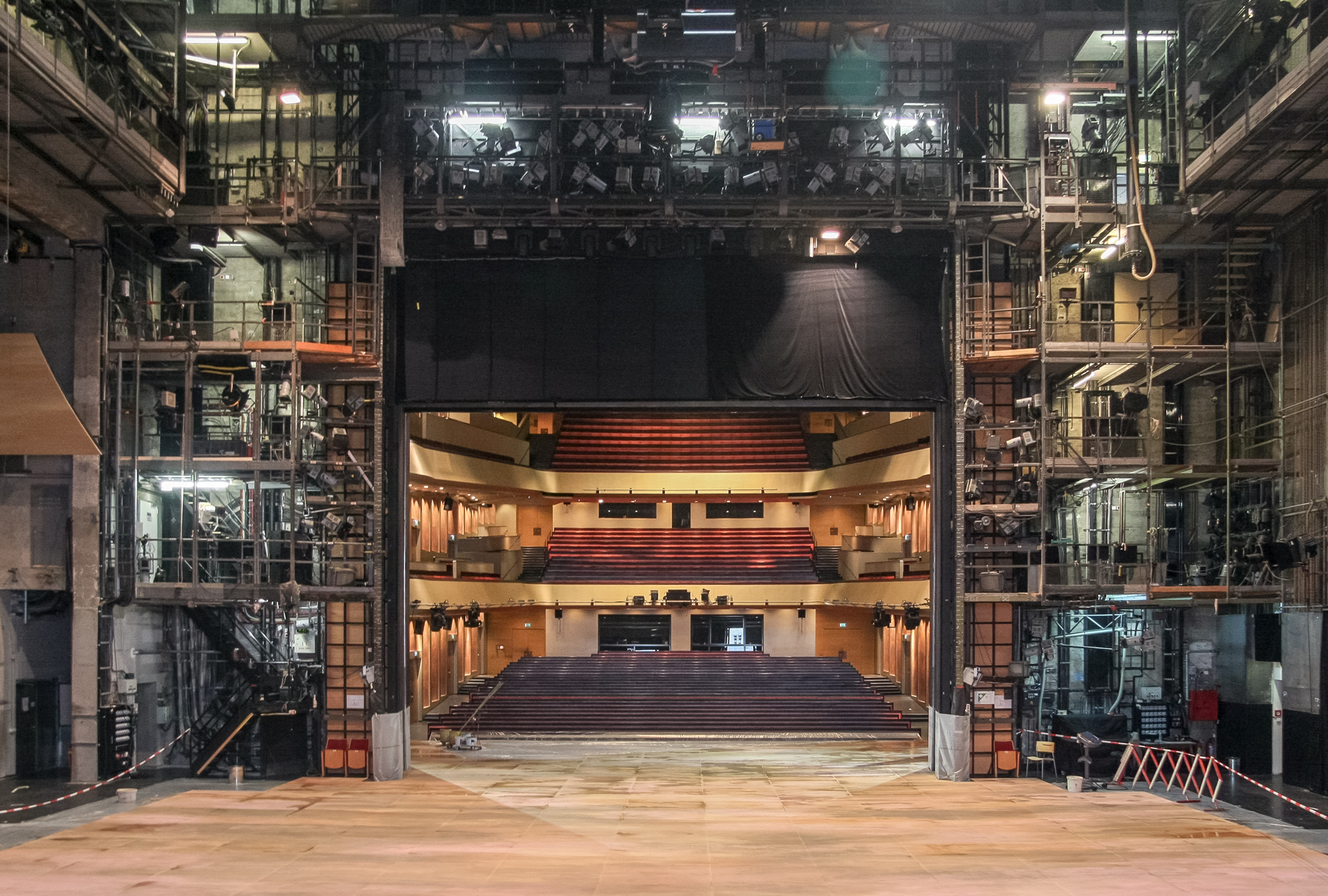
Vista interior parcial del "torreón de tramoya", en el Auditorio Mozart en Salzburgo.

El torreón de tramoya o torre de escenario es un espacio de la arquitectura interior teatral que domina y contiene toda la escena, dando servicio a sus elementos técnicos vertical y horizontalmente. Puede llegar a identificarse con la caja del escenario.

## Descripción y partes
El "torreón de tramoya", engloba el conjunto que en la arquitectura de un teatro, forman el escenario en sí mismo, los fosos (debajo y ante el proscenio) y las alturas (zona superior de la tramoya. Constituye un espacio diáfano que limitan: 
- el arco de embocadura del proscenio, al frente, que lo separa de patio de butacas y palcos;
- el fondo del escenario y las calles laterales;
- el suelo del contrafoso, abajo, sobre el que se asienta el tablado del escenario;
- y la cubierta del espacio escénico total, arriba, que constituye el tejado del edificio.

En su conjunto, el "torreón de tramoya" suele ser más alto que la propia sala.
Dentro del "torreón" hay que diferenciar algunos espacios que en el modelo tradicional contienen y ocultan al público los diversos elementos requeridos para el desarrollo de la escenografía (como equipos de sonido, iluminación y maquinaria de tramoya). La gran altura del "torreón" está determinada por la necesidad de albergar el telar, en la parte más alta, del que penden todos los telones (el peine y sus accesos), y las galerías altas e intermedias para que los diferentes técnicos y operarios puedan desempeñar su trabajo. A su vez, bajo el escenario se distribuyen los niveles del foso y el contrafoso conteniendo una parte importante de la maquinaria de la tramoya y apuntalando la estructura del suelo sobre el que se desarrolla la escena.

### La cámara negra
Integrada en el perímetro de la base del "torreón de tramoya" y con el objeto de ocultar a los espectadores los entramados del escenario, la Camára Negra es el principal elemento de la aforada o de la acción de "aforar la escena". Consta básicamente de tres elementos principales: las bambalinas, las patas y el telón de fondo. Su principal característica es que dichos elementos están confeccionados con tela negra o un tejido oscuro similar, que consiga un grado de opacidad que amortigüe la luz y que, al ser mate, no brillan.